# Sfântul Onofrei
Sfântul Onofrei, alternativ Onufrie, (în greacă Ὀνούφριος) a fost un pustnic creștin care a trăit în deșertul Egiptului de Sus în secolul al IV-lea sau al V-lea. Numele Onofrei este prezent și în onomastica românească.

## Viață și legende

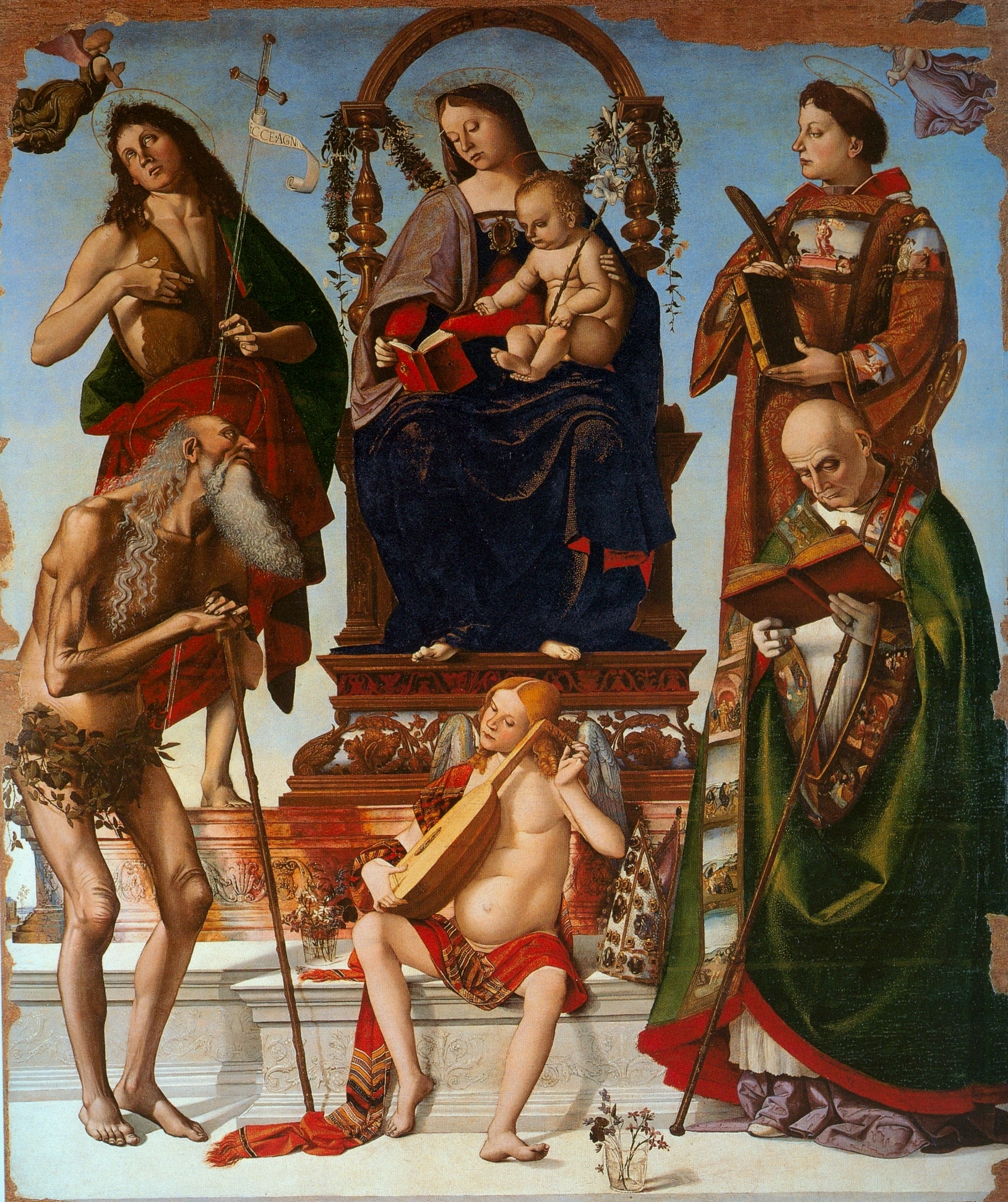
Luca Signorelli, fr, mijlocul sec. al XV-lea, Perugia. Atributele iconografice ale Sfântului Onofrei sunt barba lungă și snopul de frunze în jurul taliei.

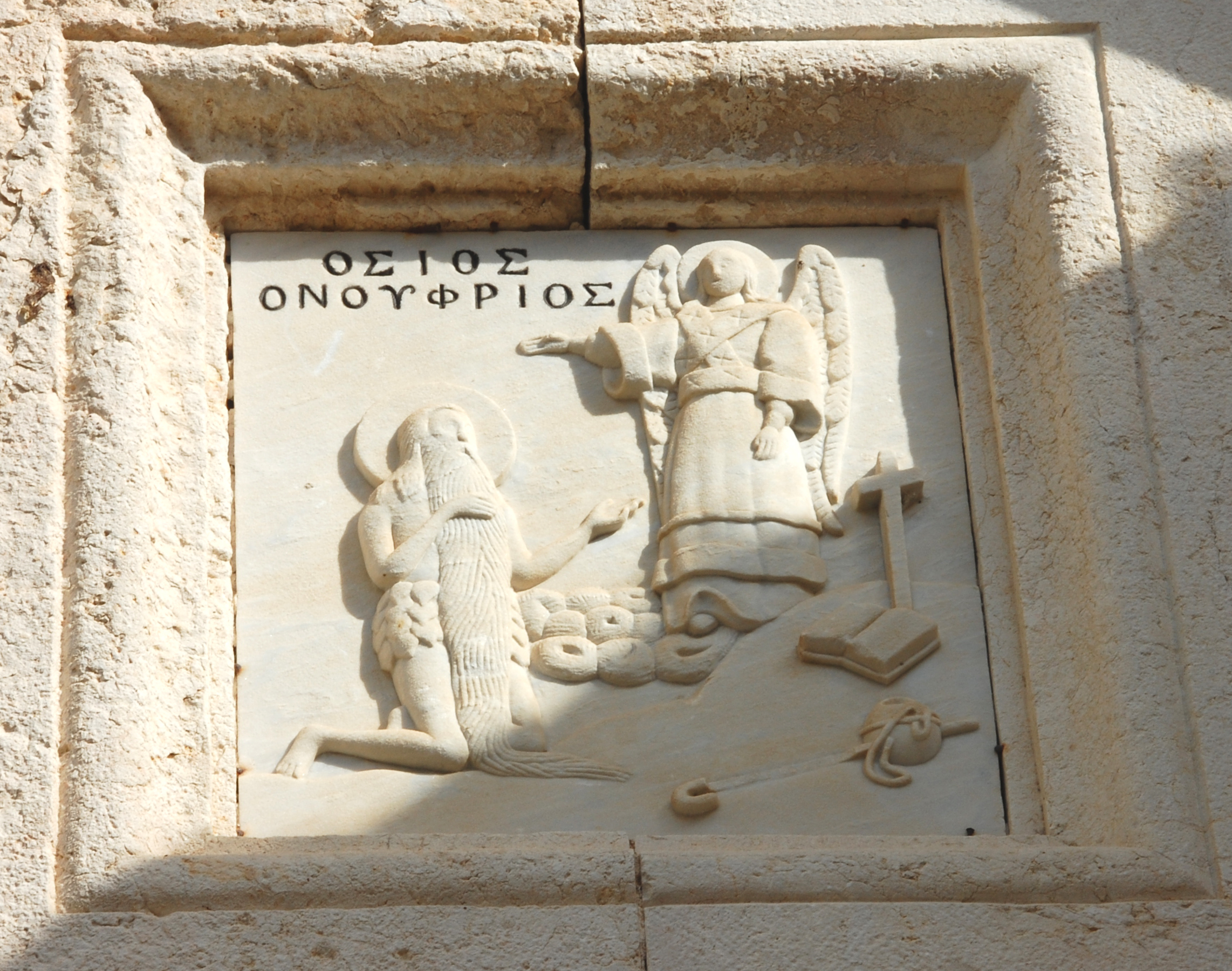
Sculptură în piatră deasupra intrării în mănăstirea Sf. Onufrie din Akeldama, Ierusalim (câmpul olarului). Sfântul îngenunchează în fața unui înger.

Onofrei a fost unul din Părinții Deșertului care au făcut o mare impresie asupra spiritualității răsăritene în secolele al III-lea și al IV-lea, în vremea când creștinismul devenise o credință religioasă tot mai importantă a Imperiului Roman. În acest moment, mulți creștini au fost inspirați să părăsească așezările aglomerate și să plece în deșert, unde să ducă o viață de rugăciune într-un mediu natural aspru, mâncând și bând puțin și fiind înconjurați de tot felul de animale periculoase și de tâlhari.
Nu se cunoaște sigur în ce secol a trăit Onufrie; relatarea lui Pafnutie Ascetul, care l-a întâlnit în deșertul egiptean, constituie unica sursă despre viața Sfântului Onufrie. Chiar și autorul este incert; „Pafnutie”, un nume obișnuit de origine egipteană din Tebaida de Sus, se poate referi mai degrabă la Pafnutie de Scetis, un monah din secolul al IV-lea din Egiptului de Jos, decât la Pafnutie Ascetul. „Dar Pafnutie cel Mare [adică Pafnutie Ascetul]”, scrie Alban Butler, „a relatat, de asemenea, o serie de povești despre viziuni și întâmplări miraculoase petrecute în deșert, unele dintre ele având un stil foarte asemănător cu povestea lui Onufrie“.
Numele Onufrie este considerat a fi o formă helenizată a numelui copt Unnufer, provenit în cele din urmă din egipteanul: wnn-nfr care înseamnă „cel perfect” sau „cel care este permanent bun”, un epitet al zeului Osiris.
O tradiție, care nu se regăsește în relatarea lui Pafnutie, afirmă că Onufrie ar fi studiat jurisprudența și filozofia înainte de a deveni călugăr lângă Teba și apoi pustnic.
Potrivit relatării proprii, ava Pafnutie a întreprins un pelerinaj pentru a studia modul de viață al pustnicilor și pentru a-și da seama dacă acesta i s-ar potrivi. Rătăcind în deșert timp de 16 zile, Pafnutie a întâlnit în cea de-a 17-a zi în pustia Ermopole un om sălbatic, care era acoperit de păr și purta un snop de frunze în jurul taliei. Înfricoșat, Pafnutie a fugit în sus pe munte, dar omul l-a chemat înapoi, strigând: „Coboară, omule al lui Dumnezeu, căci și eu sunt om, care locuiesc în deșert pentru dragostea lui Dumnezeu.”
Întorcându-se, Pafnutie a vorbit cu omul sălbatic, care s-a prezentat ca Onufrie și i-a explicat că fusese cândva călugăr la o mănăstire mare din ținutul Tebaida, dar trăia de 70 de ani ca pustnic, suferind foamete și sete extremă, precum și alte chinuri. El a spus că îngerul său păzitor era cel care l-a adus în acest loc pustiu. Onufrie l-a dus pe Pafnutie în chilia sa și au vorbit până la apusul soarelui, când pâinea și apa au apărut în mod miraculos în afara chiliei pustnicului.
Ei au petrecut noaptea în rugăciune, iar dimineața Pafnutie și-a dat seama că Onufrie era pe moarte. Înfricoșat, Pafnutie l-a întrebat pe pustnic dacă ar trebui să rămână ca viețuitor în chilia lui, după moartea pustnicului, dar Onufrie i-a spus: „Nu se poate, lucrarea ta este în Egipt, împreună cu frații tăi”. Onufrie i-a cerut lui Pafnutie să săvârșească pentru el în Egipt o slujbă de pomenire cu ardere de tămâie. Apoi l-a binecuvântat pe călător și a murit.
Din cauza pământului dur și stâncos, Pafnutie nu a putut săpa o groapă pentru mormânt și a acoperit, prin urmare, trupul lui Onufrie cu o mantie și l-a târât într-o crăpătură dintr-o stâncă. După înmormântare, chilia lui Onufrie s-a dărâmat, ceea ce l-a făcut pe Pafnutie să înțeleagă că era un semn că el nu ar trebui să rămână acolo.
Un cercetător religios a scris că viața lui Onufrie „se potrivește tiparului hagiografiei numeroșilor anahoreți sau pustnici ai deșertului... [Cu toate acestea] în ciuda predictibilității sale, Viața lui Onufrie scrisă de Pafnutie iese în evidență prin mai multe detalii unice ... anii tinereții lui Onufrie au fost petrecuți într-o mănăstire care urma regula tăcerii desăvârșite; o căprioară l-a învățat ritul și liturghia creștină. În cei șaizeci de ani trăiți în deșert, singurul vizitator al lui Onufrie a fost un înger care-l hrănea în fiecare duminică cu anafură...”

## Venerare

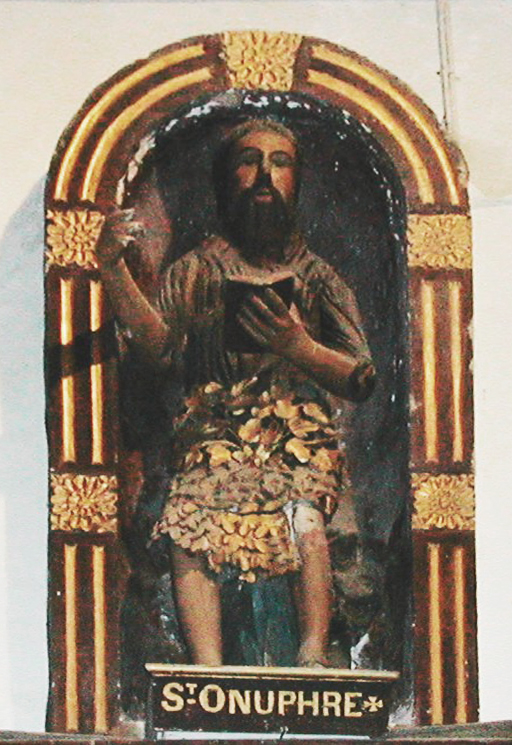
Sfântul Onofrei reprezentat ca un „om sălbatic”.

Este trecut în calendarul sfinților pe 12 iunie, fiind sărbătorit în întreaga lume creștină. O hagiografie ulterioară în limba greacă a Sf. Onufrie menționează că sfântul a murit în 11 iunie; cu toate acestea, ziua sa de prăznuire a fost celebrată pe 12 iunie încă din vremurile cele mai vechi.
Legenda Sfântului Onofrei a fost reprezentată în camposanto-ul (cimitirul monumental) din Pisa, iar la Roma, a fost construită în secolul al XV-lea o o biserică în onoarea sa, Sant’Onofrio, pe dealul Gianicolo.
Potrivit lui Antonie, arhiepiscopul Novgorodului, autorul mai multor scrieri în jurul anului 1200 d.Hr., capul Sf. Onufrie a fost păstrat în biserica Sfântul Acindin (Akindinos) din Constantinopol.
Timp de câteva decenii, seminariștii ortodocși din Polonia își începeau pregătirea spirituală la mănăstirea Sf. Onufrie din Jabłeczna. Se spune că sfântul însuși a ales acel loc, arătându-se acum aproape patru sute de ani pescarilor de pe malurile râului Bug și lăsându-le o icoană a lui.
Există o mănăstire dedicată sfântului la Ierusalim. Mănăstirea este situată la capătul îndepărtat al văii Gai Ben Hinnom (Gehenna), aproape de locul unde s-a aflat cimitirul celui de-al doilea templu evreiesc, și este construită printre multe gropi funerare tipice acelei perioade. Mănăstirea marchează, de asemenea, zona Hakeldama, locul unde s-ar fi spînzurat Iuda Iscarioteanul.
Sfântul Onufrie a fost venerat la München, la Basel și în sudul Germaniei, iar umanistul din Basel Sebastian Brant (care și-a numit propriul fiu Onuphrius), a publicat o broșură intitulată Lauda Divinului Onufrie și a altor Sfinți Pustnici ai Deșertului. Onufrie a fost reprezentat într-un tablou din 1520 al lui Hans Schäufelein.

### Artă

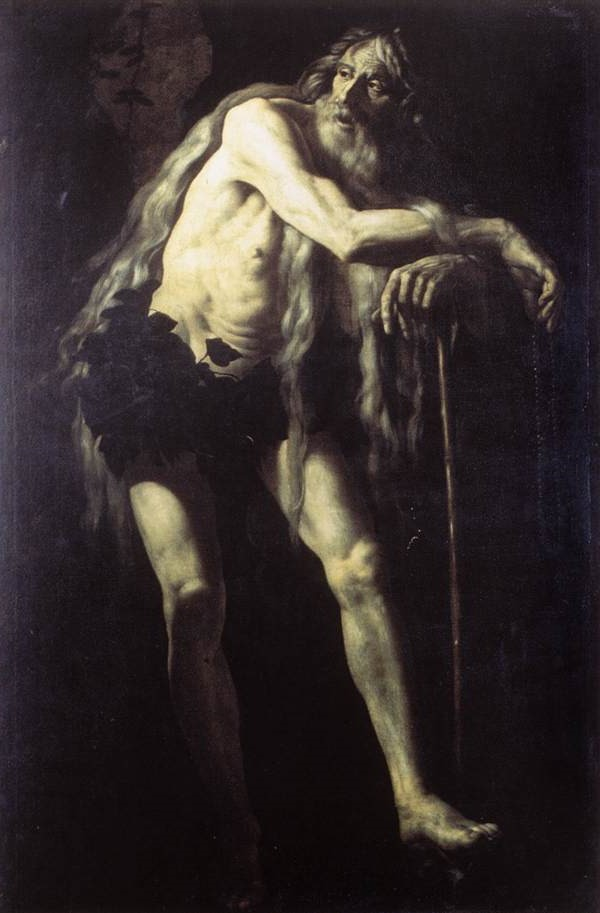
Battistello Caracciolo, Galleria Nazionale d'Arte Antica, Roma

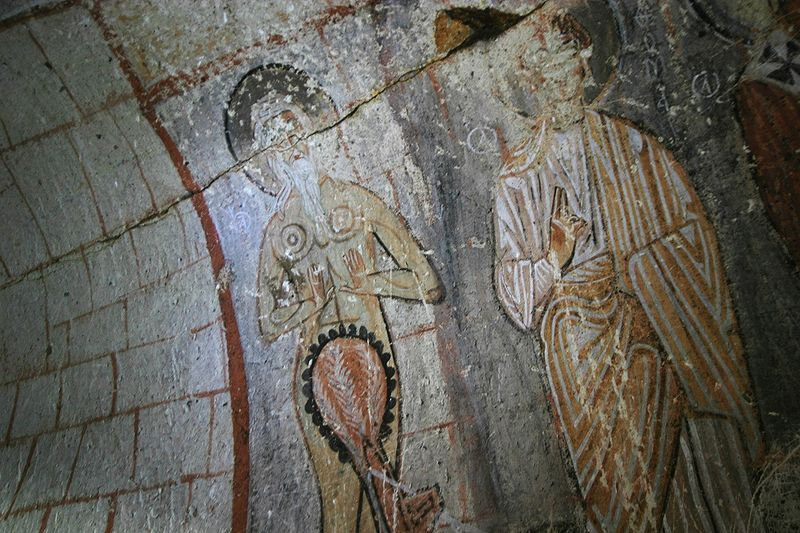
Fresca Sf. Onufrie (în stânga) în Biserica Șarpelui, Turcia.

Imaginile Sfântului Onufrie au fost combinate cu cele ale „omului sălbatic” medieval. El este reprezentat în artă ca un om sălbatic acoperit complet de păr, purtând un brâu de frunze.
El este înfățișat în Biserica Șarpelui (Yilanlı Kilise) din muzeul în aer liber al văii Göreme din Cappadocia, Turcia.
Onofrei este patronul țesătorilor datorită faptului că a fost înfățișat „îmbrăcat doar cu propriul său păr abundent și cu un brâu de frunze”.
San Onofrio a fost numit copatron sfânt al orașului Palermo în 1650.

### Variante de nume
Numele lui apare într-un mod foarte variat ca Onufrie, Onufrius sau Onofrei, iar în diferite limbi ca Onofre (portugheză, spaniolă), Onofrio (italiană) etc. În arabă, sfântul a fost cunoscut sub numele de Abū Nufir (în arabă ابو نفر ) sau ca Nofer (în arabă نوفر ), care, pe lângă faptul că este o variantă a numelui Onufriem înseamnă și „erbivor”. Onufrie este uneori anglicizat ca Humphrey, un nume fără legătură căruia i se dă de obicei o etimologie germanică.

### Folclor
Sicilienii se roagă Sf. Onofrei atunci câna au pierdut ceva. Rugăciunea are mai multe variante, dar sunt menționate în general proprietățile miraculoase ale părului Sf. Onofrei. Se acceptă faptul că repetând rugăciunea atunci când se caută ceva (de ex. cheile, un inel sau orice altceva), se va găsi astfel mai ușor.

## Legături externe
- it  Sant'Onofrio
- es  San Onofre
- es  San Onofre Arhivat în 3 august 2018, la Wayback Machine.
- Sfântul Onuphrius gravat de un artist flamand din colecția De Verda
- The Wild Man: Medieval Myth and Symbolism, un catalog de expoziții de la Muzeul Metropolitan de Artă (complet disponibil online ca PDF), care conține materiale despre Onuphrius (nr. 20)